# Wojciech Pelczar (lekkoatleta)
Wojciech Pelczar (ur. 11 lipca 1967) – polski lekkoatleta, specjalizujący się w biegach średniodystansowych.

## Osiągnięcia
- Mistrzostwa Polski seniorów w lekkoatletyce
  - Warszawa 1992 – brązowy medal w biegu na 1500 m

- Halowe mistrzostwa Polski seniorów w lekkoatletyce
  - Spała 1994 – brązowy medal w biegu na 1500 m

## Rekordy życiowe
- bieg na 800 metrów
  - stadion – 1:50,69 (Warszawa 1992)
- bieg na 1000 metrów
  - stadion – 2:23,20 (Czerniowce 1991)
- bieg na 1500 metrów
  - stadion – 3:43,52 (Sopot 1993)